# Reggie Lee

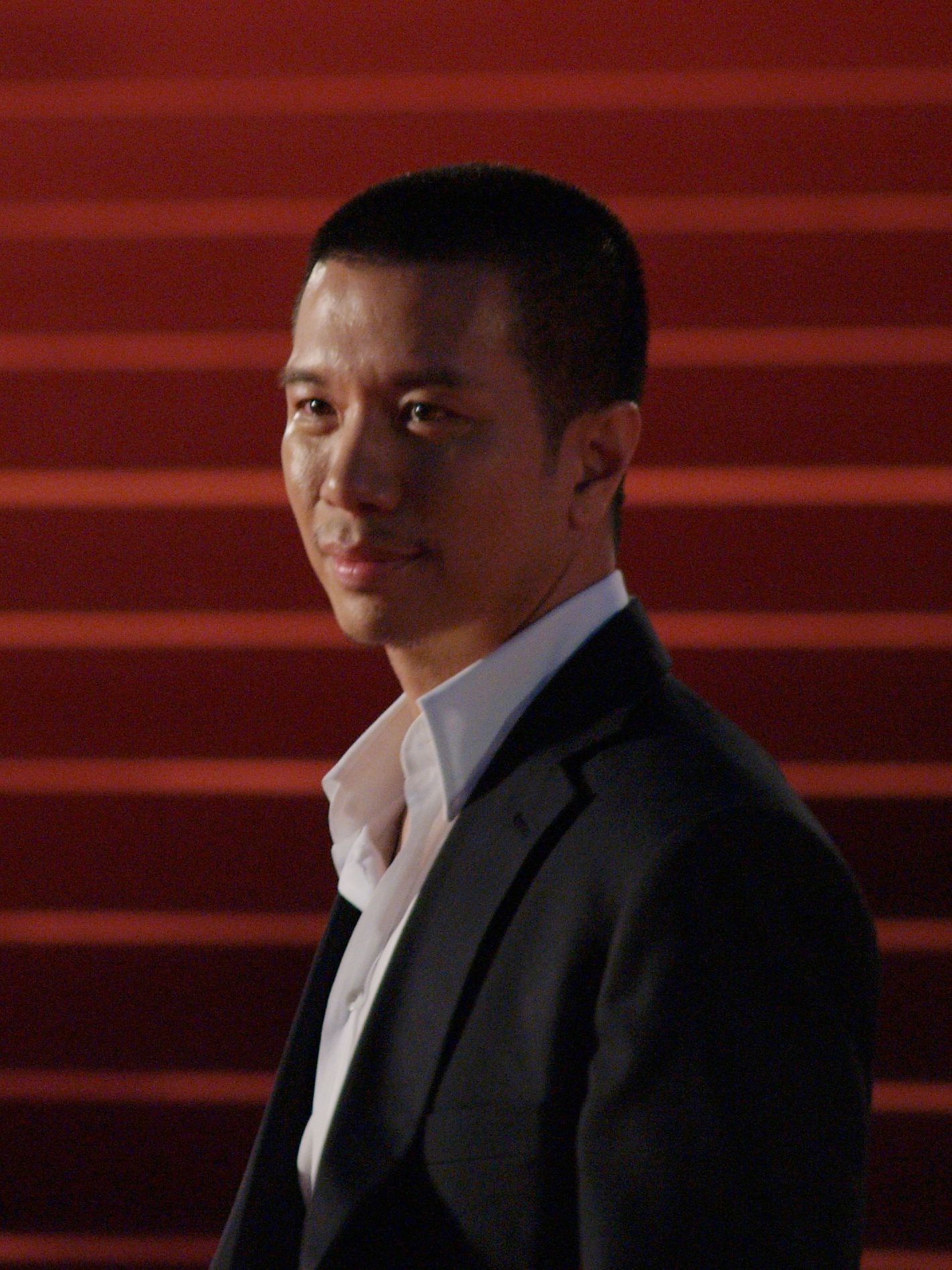
Reggie Lee (2007)

Reggie Lee, född Reggie Telmo Valdez den 4 oktober 1975 i Quezon City i Filippinerna är en filipinsk-amerikansk skådespelare.
Han är mest känd för sin roll som Tai Huang i Pirates of the Caribbean: Vid världens ände och som Bill Kim i tv-serien Prison Break. Han har också synts i filmer som The Dark Knight Rises och The Fast and the Furious.

## Biografi
Reggie Lee flyttade vid fem års ålder till Cleveland, Ohio med sin familj. 1992, vid 17 års ålder flyttade han till Los Angeles för att bli skådespelare trots att han kommit in på skolan Harvard.
Han skulle efter ett tag i staden byta sitt efternamn från Valdez till Lee, eftersom han ständigt blev kallad till auditions för att spela typiska latinamerikanska roller.

## Filmografi (i urval)

### Film
| År   | Titel                                       | Roll                      | Notering |
| ---- | ------------------------------------------- | ------------------------- | -------- |
| 2000 | Southsteet Lullaby                          | Mahler Greeter            |          |
| 2000 | Psycho Beach Party                          | Dansare                   |          |
| 2000 | Drift                                       | Ryan                      |          |
| 2001 | XCU: Extreme Close Up                       | Huy Phan                  |          |
| 2001 | The Fast and the Furious                    | Lance Nguyen              |          |
| 2002 | Black Hole                                  | Justin                    |          |
| 2002 | The First $20 Million Is Always the Hardest | Suit                      |          |
| 2003 | Masked and Anonymous                        | Beväpnad man              |          |
| 2004 | Frankenfish                                 | Anton                     |          |
| 2005 | Amateur                                     | Ron Harper                |          |
| 2006 | Pirates of the Caribbean: Död mans kista    | Hadras                    |          |
| 2007 | Pirates of the Caribbean: Vid världens ände | Tai Huang                 |          |
| 2008 | Tropic Thunder                              | Byong                     |          |
| 2009 | Drag Me to Hell                             | Stu Robin                 |          |
| 2009 | Star Trek                                   | Kobayashi Maru instruktör |          |
| 2010 | Life as We Know It                          | Alan Burke                |          |
| 2011 | Crazy, Stupid, Love                         | Polisassistent Huang      |          |
| 2012 | Safe                                        | Quan Chang                |          |
| 2012 | Here Comes the Boom                         | Mr. De La Cruz            |          |
| 2012 | The Dark Knight Rises                       | Ross                      |          |
| 2019 | Disappearance                               | Detektiv Park             |          |
| 2021 | Sweet Girl                                  | Dr. Wu                    |          |

### TV
| År        | Titel                             | Roll                | Notering                                          |
| --------- | --------------------------------- | ------------------- | ------------------------------------------------- |
| 1996      | Diagnos mord                      | Kim Ho              | Avsnitt: "The ABC's of Murder"                    |
| 1997      | Moloney                           | Ramon               | Avsnitt: "Loves and Lost"                         |
| 1998      | Babylon 5                         | Chen Hikaru         | Avsnitt: "The Corp is Mother, The Corp is Father" |
| 1998      | Cityakuten                        | Christian           | Avsnitt: "Split Second"                           |
| 1998      | Galen i dig                       | Trädgårds assistent | Avsnitt: "Weekend in L.A."                        |
| 1998      | Seven Days                        | Duncan              | Avsnitt: "Shadow Play"                            |
| 1999      | Beverly Hills                     | Richard             | Avsnitt: "The Following Options"                  |
| 1999      | Sons of Thunder                   | Elak kille          | Avsnitt: "Thunder by your Side"                   |
| 2000      | Walker, Texas Ranger              | Lee Chan            | Avsnitt: "The General's Return"                   |
| 2000      | Chicago Hope                      | Sam                 | Avsnitt: "Have I Got A Deal For You"              |
| 2001      | The Ellen Show                    | Kwan                | Avsnitt: "Pilot"                                  |
| 2001      | Philly                            | Brian Chin          | 2 avsnitt                                         |
| 2001-2002 | Vem dömer Amy?                    | Dr. Oliver Lee      | 2 avsnitt                                         |
| 2001-2003 | The Division                      | Jim Chang           | 4 avsnitt                                         |
| 2002      | Strong Medicine                   | Dr. Nakashima       | Avsnitt: "House Calls"                            |
| 2003      | Luis                              | Zhing Zhang         |                                                   |
| 2005      | Blind Justice                     | Don Yun             | Avsnitt: "Seoul Man"                              |
| 2006      | Night Stalker                     | Stanley Kim         | Avsnitt: "What's The Frequency, Colchak?"         |
| 2006-2007 | Prison Break                      | William "Bill" Kim  |                                                   |
| 2008      | NCIS                              | Jonathan Chow       | Avsnitt: "Stakeout"                               |
| 2010      | No Ordinary Family                | Dr. Francis Chiles  | 5 avsnitt                                         |
| 2010      | Persons Unknown                   | Tom                 |                                                   |
| 2010-2021 | American Dad!                     | Hideki Yoshida      | Röstroll. 5 avsnitt.                              |
| 2011      | White Collar                      | Ambassador Kyi      | Avsnitt: "What happens in Burma"                  |
| 2011-2017 | Grimm                             | Sgt. Drew Wu        |                                                   |
| 2017      | Hawaii Five-0                     | Joey Kang           |                                                   |
| 2017-2019 | Brooklyn Nine-Nine                | Dr. Ronald Lee      | 2 avsnitt                                         |
| 2018      | NCIS: New Orleans                 | Steven Thompson     | 2 avsnitt                                         |
| 2018-2019 | Fresh Off the Boat                | Julius              | 2 avsnitt                                         |
| 2019-2023 | All Rise                          | Thomas Choi         |                                                   |
| 2021      | The Rookie                        | Mike Weston         | Avsnitt: "Red Hot"                                |
| 2022      | Law & Order: Special Victims Unit | Paul Lee            | Avsnitt: "Did you believe in Miracles?"           |
| 2022      | The Lincoln Lawyer                | Angelo Soto         |                                                   |
| 2024      | CSI: Vegas                        | Zhao                |                                                   |